# FC Brașov în sezonul 2009-10
Sezonul 2009-10 a fost al doilea sezon consecutiv pentru FC Brașov în Liga I, după revenirea din anul precedent.

## Echipă

### Echipa tehnică
Listă actualizată la data de 27 iulie 2009
| Nume               | Naționalitate | Funcție              |
| ------------------ | ------------- | -------------------- |
| Viorel Moldovan    | România       | Antrenor principal   |
| Daniel Isăilă      | România       | Antrenor secund      |
| Cristian Petre     | România       | Antrenor secund      |
| Andrei Șanta       | România       | Antrenor cu portarii |
| Paolo Potocnik     | Italia        | Preparator fizic     |
| Gheorghe Popa      | România       | Medic                |
| Laurian Taus       | România       | Medic                |
| Sorin Mainea       | România       | Maseur               |
| Leonard Silișteanu | România       | Maseur               |
| Andrei Gheorghe    | România       | Maseur               |

### Lotul de jucători
Listă actualizată la data de 22 mai 2010
| Nr. |             | Poziție | Jucător           |
| --- | ----------- | ------- | ----------------- |
| 1   | România     | P       | Dănuț Coman       |
| 2   | Portugalia  | F       | Rui Duarte        |
| 3   | Brazilia    | F       | Ezequias          |
| 4   | România     | F       | Octavian Abrudan  |
| 5   | România     | M       | Alexandru Chipciu |
| 6   | Capul Verde | M       | Néné              |
| 7   | România     | M       | Cătălin Munteanu  |
| 8   | România     | M       | Nicolae Grigore   |
| 9   | România     | A       | Attila Hadnagy    |
| 10  | România     | M       | Robert Ilyeș      |
| 11  | România     | A       | Dorel Zaharia     |
| 12  | România     | F       | Cristian Ionescu  |
| 13  | România     | P       | Gabriel Kajcsa    |
| 14  | România     | M       | Mihai Roman       |

| Nr. |                   | Poziție | Jucător            |
| --- | ----------------- | ------- | ------------------ |
| 15  | România           | F       | Cristian Oros      |
| 17  | România           | A       | Cătălin Dedu       |
| 18  | România           | M       | Marian Cristescu   |
| 19  | Macedonia de Nord | A       | Dušan Savić        |
| 20  | România           | F       | Ionuț Voicu        |
| 21  | România           | A       | Sabrin Sburlea     |
| 23  | România           | F       | Nicolae Constantin |
| 24  | Peru              | M       | Julio Landauri     |
| 25  | România           | F       | Stelian Stancu     |
| 26  | România           | M       | Alexandru Mateiu   |
| 27  | România           | M       | Marius Măldărășanu |
| 32  | România           | P       | Mihai Mincă        |
| 55  | Portugalia        | F       | Nuno Diogo         |

## Pre-sezon
Din cauza plecării lui Răzvan Lucescu la echipa națională de fotbal a României, Brașovul a început noul sezon cu alt antrenor pe banca tehnică. Acesta era Viorel Moldovan, fostul atacant fiind antrenorul Vasluiului o bună parte din sezonul trecut. Moldovan a fost ales după ce "stegarii" l-au avut ca antrenor în perioada de pregătire pe italianul Nicolò Napoli, dar acesta a trebuit să plece de la echipă a datorită unor probleme familiale. Brașovenii au mai negociat cu Cristiano Bergodi și Cristi Pustai. Astfel noul antrenor al brașovenilor spera că va reuși performanțe notabile. Lucescu a reușit să ducă Brașovul pe locul 9, ratând Europa League pentru un singur punct.
De asemenea cei de la FC Brașov nu îi mai aveau în echpă pentru noul sezon pe: Bogdan Stelea, retras din activitate, Romeo Surdu reîntors la FC Steaua București după ce i s-a terminat împrumutul la Brașov, Mugurel Buga reîntors la FC Rapid București după ce i s-a terminat și lui împrumutul la Brașov și Paulo Adriano căruia i s-a terminat contractul cu gruparea brașoveană.
Noutățile din lotul "stegariilor" erau: Dorel Zaharia, reîntors după împrumutul la Gloria Bitrița, Néné de la Enosis Neon Paralimni FC, Nicolae Grigore, Alexandru Pițurcă, Mihai Mincă, Nuno Diogo toți aceștia din urmă venind liberi de contract.
Sezonul începea pentru "stegari" pe data de 1 august, când întâlneau în prima etapă a Ligii 1, la Alba Iulia, pe Unirea.

### Transferuri
Veniri
| Post | Jucător           | De la                          | Suma              | Data       |
| ---- | ----------------- | ------------------------------ | ----------------- | ---------- |
| A    | Dorel Zaharia     | Gloria Bitrița                 | Final de împrumut | 15-06-2009 |
| A    | Alexandru Pițurcă | Liber de contract              | Final de împrumut | 21-07-2009 |
| M    | Nicolae Grigore   | Liber de contract              | Gratis            | 5-07-2009  |
| M    | Néné              | Enosis Neon Paralimni FC       | 100.000 EUR       | 17-07-2009 |
| F    | Nuno Diogo        | Liber de contract              | Gratis            | 28-07-2009 |
| P    | Mihai Mincă       | Liber de contract              | Gratis            | 30-07-2009 |
| M    | Julio Landauri    | Club Universitario de Deportes | Gratis            | 10-12-2009 |
| F    | Stelian Stancu    | Liber de contract              | Gratis            | 15-02-2010 |
| A    | Dušan Savić       | Liber de contract              | Gratis            | 19-02-2010 |

Plecări
| Post | Jucător           | La                    | Suma              | Data       |
| ---- | ----------------- | --------------------- | ----------------- | ---------- |
| A    | Romeo Surdu       | FC Steaua București   | Final de împrumut | 15-06-2009 |
| A    | Mugurel Buga      | FC Rapid București    | Final de împrumut | 15-06-2009 |
| M    | Paulo Adriano     | Final de contract     | Gratis            | 15-06-2009 |
| M    | Alin Stoica       | Final de contract     | Gratis            | 15-06-2009 |
| P    | Bogdan Stelea     | Retras din activitate | Gratis            | 15-06-2009 |
| M    | Adrian Senin      | Final de contract     | Gratis            | 23-12-2009 |
| A    | Alexandru Pițurcă | Final de contract     | Gratis            | 23-12-2009 |
| F    | Bogdan Nicolae    | Final de contract     | Gratis            | 13-01-2010 |

### Amicale
| FC Brașov                        | 3 - 1    | Gloria Bitrița |
| -------------------------------- | -------- | -------------- |
| Hadnagy 46', 69' Măldărășanu 78' | (Raport) | Achim 37'      |

Elveția
| FC Brașov                                                               | 7 - 1    | FC Zamalek |
| ----------------------------------------------------------------------- | -------- | ---------- |
| Hadnagy 4', 44' Munteanu 10' Zaharia 75', 90' Cristescu 80' Ionescu 88' | (Raport) | ? ?'       |

| FC Brașov | 0 - 2    | Sochaux        |
| --------- | -------- | -------------- |
|           | (raport) | Butin 77', 79' |

| FC Brașov            | 2 - 0    | EAU - Under 20 |
| -------------------- | -------- | -------------- |
| Hadnagy 3' Ilyeș 55' | (raport) |                |

În timpul sezonului
| FC Brașov                                                   | 6 - 0    | Unirea Târlungei |
| ----------------------------------------------------------- | -------- | ---------------- |
| Constantin 83' Ilyeș 88', 104' Roman 97', 105' Hadnagy 101' | (Raport) |                  |

| FC Brașov | 13 - 0   | Înfrățirea Hărman |
| --- | -------- | ----------------- |
| Pițurcă ?', ?' Sburlea ?', ?' Hadnagy ?', ?' Voicu ?', ?' Ionescu ?' Zaharia ?' Néné ?' Rui Duarte ?' Dobre ?' (autogol). | (Raport) |                   |

| FC Brașov            | 2 - 0    | Curtea de Argeș |
| -------------------- | -------- | --------------- |
| Dedu 33' Nicolae 82' | (Raport) |                 |

| FC Brașov                           | 3 - 0    | Tricolorul Breaza |
| ----------------------------------- | -------- | ----------------- |
| Pițurcă 15' Sburlea 56' Ionescu 82' | (Raport) |                   |

| FC Brașov   | 1 - 1    | Curtea de Argeș |
| ----------- | -------- | --------------- |
| Pițurcă 16' | (Raport) | Menassel 87'    |

Turcia
| FC Brașov                           | 3 - 0    | Partizan Belgrad |
| ----------------------------------- | -------- | ---------------- |
| Hadnagy 11' Cristescu 14' Ilyeș 61' | (Raport) |                  |

| FC Brașov                                    | 4 - 1    | Mattersburg |
| -------------------------------------------- | -------- | ----------- |
| Sburlea 17' Mateiu 31' Ilyeș 45' Chipciu 72' | (Raport) | Lindner 65' |

| FC Brașov                              | 3 - 0    | Karpaty Lvov |
| -------------------------------------- | -------- | ------------ |
| Munteanu 23' Mateiu 65' Nuno Diogo 80' | (Raport) |              |

Goluri
| Pos. | Jucător            | Total |
| ---- | ------------------ | ----- |
| 1    | Attila Hadnagy     | 9     |
| 2    | Robert Ilyeș       | 5     |
| 3    | Alexandru Pițurcă  | 4     |
| =    | Sabrin Sburlea     | 4     |
| 4    | Cristian Ionescu   | 3     |
| =    | Dorel Zaharia      | 3     |
| 5    | Nicolae Constantin | 2     |
| =    | Marian Cristescu   | 2     |
| =    | Mihai Roman        | 2     |
| =    | Ionuț Voicu        | 2     |
| =    | Cătălin Munteanu   | 2     |
| =    | Alexandru Mateiu   | 2     |
| 6    | Alexandru Chipciu  | 1     |
| =    | Cătălin Dedu       | 1     |
| =    | Marius Măldărășanu | 1     |
| =    | Néné               | 1     |
| =    | Bogdan Nicolae     | 1     |
| =    | Rui Duarte         | 1     |
| =    | Nuno Diogo         | 1     |

## Sezon

### Liga 1

#### Tur
| Etapa | Data/Ora              | Adversar          | Stadion   | Rezultat | Marcatori                                | Arbitru             | Spectatori | Cronică |
| ----- | --------------------- | ----------------- | --------- | -------- | ---------------------------------------- | ------------------- | ---------- | ------- |
| I     | 1 august / 18:00      | Unirea Alba Iulia | deplasare | 0 - 1    | Hadnagy 40'                              | Marian Bordean      | 5.000      |         |
| II    | 8 august / 18:30      | Astra Ploiești    | acasă     | 0 - 0    |                                          | Ion Busi            | 2.500      |         |
| III   | 16 august / 19:00     | FC Vaslui         | deplasare | 2 - 2    | Ezequias 15', Roman 58'                  | Radu Petrescu       | 4.000      |         |
| IV    | 21 august / 18:00     | U Craiova         | acasă     | 2 - 0    | Nuno Diogo 30', Zaharia 60'              | Marius Avram        | 3.000      |         |
| V     | 29 august / 20:30     | Curtea de Argeș   | deplasare | 0 - 3    | Ilyeș 12' (p), Hadnagy 16', Munteanu 26' | Victor Berbecaru    | 1.500      |         |
| VI    | 11 septembrie / 21:30 | Ceahlăul          | acasă     | 1 - 0    | Ilyeș 76' (p)                            | Laurentiu Dansa     | 4.500      |         |
| VII   | 20 septembrie / 18:00 | CFR Cluj          | deplasare | 2 - 1    | Alcântara 28' (a)                        | Augustus Constantin | 8.500      |         |
| VIII  | 27 septembrie / 20:00 | Steaua            | acasă     | 0 - 0    |                                          | Alexandru Tudor     | 8.500      |         |
| IX    | 3 octombrie / 16:00   | Oțelul            | deplasare | 1 - 1    | Voicu 34'                                | Alexandru Deaconu   | 3.000      |         |
| X     | 17 octombrie / 18:00  | Dinamo            | acasă     | 0 - 1    |                                          | Cristian Balaj      | 8.000      |         |
| XI    | 23 octombrie / 20:00  | Gaz Metan         | deplasare | 1 - 1    | Cristescu 42'                            | Ovidiu Hațegan      | 3.000      |         |
| XII   | 2 noiembrie / 20:00   | Pandurii          | acasă     | 2 - 0    | Măldărășanu 44', Ilyeș 61'               | Alexandru Tudor     | 2.500      |         |
| XIII  | 7 noiembrie / 21:15   | Unirea Urziceni   | acasă     | 0 - 0    |                                          | Teodor Craciunescu  | 2.500      |         |
| XIV   | 21 noiembrie / 17:00  | Gloria Bistrița   | deplasare | 2 - 1    | Ilyeș 26'                                | Istvan Kovacs       | 2.000      |         |
| XV    | 30 noiembrie / 18:00  | Poli Iași         | acasă     | 2 - 0    | Zaharia 71', Sburlea 79'                 | Marian Balaci       | 1.000      |         |
| XVI   | 5 decembrie / 20:00   | Rapid             | deplasare | 2 - 1    | Voicu 68'                                | Augustus Constantin | 8.000      |         |
| XVII  | 13 decembrie / 18:00  | FC Timișoara      | acasă     | 1 - 0    | Nuno Diogo 67'                           | Ovidiu Hațegan      | 3.000      |         |

#### Retur
| Etapa | Data/Ora             | Adversar          | Stadion   | Rezultat | Marcatori                                                                         | Arbitru             | Spectatori | Cronică         |
| ----- | -------------------- | ----------------- | --------- | -------- | --------------------------------------------------------------------------------- | ------------------- | ---------- | --------------- |
| I     | 20 februarie / 13:30 | Unirea Alba Iulia | acasă     | 2 - 0    | Zaharia 29', Sburlea 85'                                                          | Georgian Ionescu    | 3.000      |                 |
| II    | 28 februarie / 17:00 | Astra Ploiești    | deplasare | 2 - 1    | Ilyeș 87'                                                                         | Radu Petrescu       | 2.000      |                 |
| III   | 8 martie / 17:00     | FC Vaslui         | acasă     | 1 - 1    | Abrudan 64'                                                                       | Alexandru Deaconu   | 3.000      | [nefuncțională] |
| IV    | 13 martie / 15.00    | U Craiova         | deplasare | 3 - 0    |                                                                                   | Marius Avram        | 9.000      |                 |
| V     | 16 martie / 18.00    | Curtea de Argeș   | acasă     | 1 - 2    | Zaharia 11'                                                                       | Cătălin Buși        | 1.500      |                 |
| VI    | 20 martie / 15.00    | Ceahlăul          | deplasare | 2 - 1    | Savić 23'                                                                         | Ovidiu Hațegan      | 3.000      | [nefuncțională] |
| VII   | 29 martie / 20.00    | CFR Cluj          | acasă     | 0 - 1    |                                                                                   | Sebastian Colțescu  | 4.000      |                 |
| VIII  | 2 aprilie / 18.30    | Steaua            | deplasare | 1 - 0    |                                                                                   | Augustus Constantin | 4.000      |                 |
| IX    | 6 aprilie / 20.00    | Oțelul            | acasă     | 3 - 0    | Abrudan 2', Sburlea 19', Roman 81'                                                | Ovidiu Hațegan      | 1.000      |                 |
| X     | 11 aprilie / 19.30   | Dinamo            | deplasare | 0 - 0    |                                                                                   | Georgian Ionescu    | 3.000      | [nefuncțională] |
| XI    | 18 aprilie / 18.00   | Gaz Metan         | acasă     | 3 - 2    | Grigore 11' (p), Sburlea 39', Hadnagy 49'                                         | Cristian Balaj      | 700        |                 |
| XII   | 24 aprilie / 15.00   | Pandurii          | deplasare | 1 - 0    |                                                                                   | Paul Unimatan       | 4.000      |                 |
| XIII  | 2 mai / 18.30        | Unirea Urziceni   | deplasare | 1 - 0    |                                                                                   | Sebastian Colțescu  | 3.000      |                 |
| XIV   | 6 mai / 16.30        | Gloria Bistrița   | acasă     | 6 - 0    | Abrudan 49', Munteanu 64', Sburlea 66', Năstase 68' (a), Chipciu 77', Hadnagy 80' | Florin Marcu        | 500        |                 |
| XV    | 11 mai / 18.00       | Poli Iași         | deplasare | 0 - 0    |                                                                                   | Cristian Balaj      | 2.000      |                 |
| XVI   | 16 mai / 18.00       | Rapid             | acasă     | 1 - 1    | Roman 26'                                                                         | Georgian Ionescu    | 3.000      |                 |
| XVII  | 22 mai / 14.30       | FC Timișoara      | deplasare | 1 - 2    | Savić 9', Cristescu 15'                                                           | Claudiu Baboia      | 3.000      |                 |

#### Clasament final
1 Deoarece FC Vaslui și CFR Cluj au disputat finala Cupei României, locul șase în Liga I participă în Cupa UEFA 2010-2011.

### Cupa României
| Faza               | Data          | Adversar        | Stadion   | Rezultat     | Marcatori                                                 | Arbitru            | Cronică |
| ------------------ | ------------- | --------------- | --------- | ------------ | --------------------------------------------------------- | ------------------ | ------- |
| Șaisprezecimi      | 22.09 / 18:00 | CS Otopeni      | acasă     | 4 - 0 (d.p.) | Grigore 104', Cristescu 111', Hadnagy 119', Munteanu 120' | Andrei Chivulete   |         |
| Optimi             | 27.10 / 21:30 | Unirea Urziceni | deplasare | 0 - 1        | Munteanu 12' (a)                                          | Sebastian Colțescu |         |
| Sferturi           | 17.11 / 19:00 | Gloria Bistrița | acasă     | 3 - 0        | Hadnagy 4', Zaharia 30', Ilyeș 60' (p)                    | Marius Avram       |         |
| Semifinale (tur)   | 25.03 / 20.15 | FC Vaslui       | acasă     | 1 - 0        | Ilyeș 5'                                                  | Alexandru Tudor    |         |
| Semifinale (retur) | 15.04 / 20.15 | FC Vaslui       | deplasare | 4 - 0        |                                                           | Marius Avram       |         |

### Goluri
| Pos. | Jucător            | L1 | CR | Total |
| ---- | ------------------ | -- | -- | ----- |
| 1    | Robert Ilyeș       | 5  | 2  | 7     |
| 2    | Attila Hadnagy     | 4  | 2  | 6     |
| 3    | Sabrin Sburlea     | 5  | 0  | 5     |
| =    | Dorel Zaharia      | 4  | 1  | 5     |
| 4    | Cătălin Munteanu   | 2  | 2  | 4     |
| 5    | Mihai Roman        | 3  | 0  | 3     |
| =    | Marian Cristescu   | 2  | 1  | 3     |
| =    | Octavian Abrudan   | 3  | 0  | 3     |
| 6    | Nuno Diogo         | 2  | 0  | 2     |
| =    | Dušan Savić        | 2  | 0  | 2     |
| =    | Ionuț Voicu        | 2  | 0  | 2     |
| =    | Nicolae Grigore    | 1  | 1  | 2     |
| 7    | Ezequias           | 1  | 0  | 1     |
| =    | Marius Măldărășanu | 1  | 0  | 1     |
| =    | Alexandru Chipciu  | 1  | 0  | 1     |